# زاویه تکان

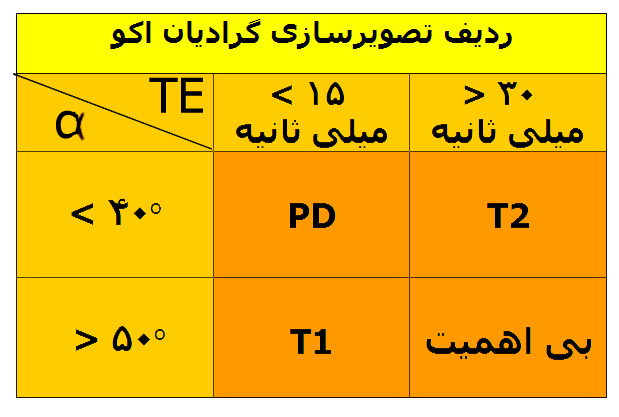
چگونگی تعیین وزن تصویر بر حسب گزینه‌های زاویه تکان و TE در ردیف تصویرسازی گرادیان اکو

زاویهٔ تکان (به انگلیسی: flip angle) یک کمیت در فیزیک پزشکی و بویژه ام آر آی است، و با حرف آلفا (α) نشان داده می‌شود.
موقعیت نهایی بردار مغناطیسی هسته (nuclear magnetization vector) به‌دنبال اعمال پالس الکترومغناطیسی RF، به دامنهٔ میدان B1 و مدت دوام آن بستگی دارد. بر طبق تعریف، به زاویه‌ای که بردار مغناطیسی به‌دنبال اعمال میدان B1 طی می‌کند، زاویه تکان گفته می‌شود.

## جستارهای دیگر
- زاویه ارنست